# Schoolcraft (Michigan)
Schoolcraft – wieś w Stanach Zjednoczonych, w stanie Michigan, w hrabstwie Kalamazoo.